# Clifford Jarvis
Clifford Osbourne Jarvis  (26 de agosto de 1941 – 26 de noviembre de 1999)  fue un baterista estadounidense de hard bop y free jazz, que en la década de 1980 se mudó a Londres, Inglaterra, donde pasó el resto de su carrera.

## Biografía
Clifford Jarvis, hijo de Malcom “Shorty” Jarvis nació en Boston, Massachusetts, Estados Unidos,  donde estudió en el Berklee College of Music en la década de 1950. 
Al mudarse a la ciudad de Nueva York, se estableció en el jazz entre 1959 y 1966, grabando con músicos de bebop y hard-bop, incluidos Randy Weston, Yusef Lateef,  Freddie Hubbard, Barry Harris,  Jackie McLean, John Patton, Chet Baker, Kenny Drew, Walter Davis y Elmo Hope, y tocando con Grant Green  y Rahsaan Roland Kirk.
Trabajó y grabó con músicos asociados con el free jazz, incluidos Sun Ra (de 1962 a 1976),  Pharoah Sanders, Sonny Simmons, Alice Coltrane y Archie Shepp.
Durante la década de 1980, Jarvis se mudó a Inglaterra,  donde tocó con músicos más jóvenes, incluido Courtney Pine. También trabajó como educador musical en el Chats Palace Arts Centre en Londres y en Pyramid Arts Development en Dalston. Jarvis continuó enseñando hasta su muerte en 1999. 

## Discografía

### Como acompañante
Con Chet Baker
- Chet Baker Plays the Best of Lerner and Loewe (Riverside, 1959)

Con Alice Coltrane
- Carnegie Hall '71 (Hi Hat, 2018)
- The Carnegie Hall Concert (Impulse!, 2024)

Con Kenny Drew
- Ruby, My Dear (SteepleChase, 1977)

Con Curtis Fuller
- Images of Curtis Fuller (Savoy, 1960)

Con Barry Harris
- Newer Than New (Riverside, 1961)
- Chasin' the Bird (Riverside, 1962)

Con Elmo Esperanza
- The Final Sessions (Evidence, 1966 [1996])

Con Freddie Hubbard
- Open Sesame (Blue Note, 1960)
- Hub-Tones (Blue Note, 1962)
- Blue Spirits (Blue Note, 1966)

Con Jackie McLean
- Right Now! (Blue Note, 1965)

Con Archie Shepp
- Little Red Moon (Soul Note, 1985)
- Splashes (L+R, 1987)

Con Sonny Simmons
- Burning Spirits (Contemporary, 1971)

Con la banda Jukka Syrenius
- Memories of tomorrow"( Finland, TCH-LP1, 1983)

Con Sun Ra
- When Sun Comes Out (Saturn, 1963)
- Nothing Is (ESP, 1966)

Con John Patton
- That Certain Feeling (Blue Note, 1968)

Con Randy Weston
- Live at the Five Spot (United Artists, 1959)

Con Harry Beckett
- Les Jardins Du Casino (ITM, 1993)